# Muscodor albus
Muscodor albus är en svampart som beskrevs av Worapong, Strobel & W.M. Hess 2001. Muscodor albus ingår i släktet Muscodor och familjen kolkärnsvampar.   Inga underarter finns listade i Catalogue of Life.